# Зиршајд
Зиршајд (њем. Sierscheid) општина је у њемачкој савезној држави Рајна-Палатинат. Једно је од 74 општинска средишта округа Арвајлер. Према процјени из 2010. у општини је живјело 87 становника. Посједује регионалну шифру (AGS) 7131076.

## Географски и демографски подаци
Зиршајд се налази у савезној држави Рајна-Палатинат у округу Арвајлер. Општина се налази на надморској висини од 388 метара. Површина општине износи 2,3 km². У самом мјесту је, према процјени из 2010. године, живјело 87 становника. Просјечна густина становништва износи 37 становника/km².